# Troja
Troja (starogrško Ἴλιον,  Ἴλιος, Τροία, latinizirano: Ilion, Ilios, Troia; latinsko Trōia, Īlium; hetitsko 𒋫𒊒𒄿𒊭, 𒌷𒃾𒇻𒊭, latinizirano: Wilusa, Truwisa; turško Truva, Troya) je bila starogrška mestna država (polis) v Mali Aziji, današnji Anatoliji v Turčiji. Mesto se nahaja jugozahodno od morskega preliva Dardanele in severozahodno od gore Ida. Dandanes se območje imenuje Hisarlik.
Troja naj bi stala na hribu Hisarlik, 6 kilometrov od Dardanel. Nastala naj bi okoli leta 3200 pr. n. št. kot utrjeno oporišče. Ker je Troja imela nadzor nad Dardanelami (trgovino s Črnim morjem), je obogatela. Bogata državica je privlačila zavojevalce. Okoli leta 1184 pr. n. št. naj bi v Trojo prikorakal Agamemnon in jo zavzel. Troja naj bi bila prizorišče trojanske vojne.
Nekateri zgodovinarji in arheologi menijo, da sta bili Iliada in posledično Odiseja le izmišljeni književni deli, ki pa sta temeljili na dogodkih med jonsko kolonizacijo Male Azije. Deli naj bi tako književno prikazali neuspehe starih Grkov pri kolonizaciji notranjosti maloazijskega prostora, saj jih je zavrnila močna hetitska država. Deli naj bi nastali v Mali Aziji in sta tako tudi utrjevali narodno zavest med kolonizatorji. 
Danes je hrib Hisarlik dal svoje ime majhni vasici v bližini ruševin, ki omogoča turistom, da obiščejo arheološko najdišče Troja, ki leži v provinci Çanakkale, približno 30 km jugozahodno od istoimenskega pokrajinskega središča v Turčiji. Najbližja vas je Tevfikiye.
Troja je tudi naslov filma, ki naj bi pripovedoval o trojanski vojni.

## Homerjeva Troja
Starogrški zgodovinarji različno postavljajo trojansko vojno v 12., 13. ali 14. stoletje pred našim štetjem: Eratosten do 1184 pred našim štetjem, Herodot do 1250 pred našim štetjem, Duris Samos do 1334 pred našim štetjem. Sodobni arheologi povezujejo homersko Trojo z arheološko Trojo VII.
V Iliadi so Ahajci ustanovili svoje taborišče v bližini izliva reke Skamander (predvidoma moderno Karamenderes), kamor so potegnili svoje ladje. Mesto Troja je bila na hribu, se raztezala čez ravnico Skamander, na kateri so bile bitke med trojansko vojno. Starodavno mesto je danes približno 5 km od obale. Antično ustje Skamanderja je bilo pred približno 3000 leti na kopnem, izlival se je v zaliv in ustvarjal naravno pristanišče, napolnjeno z naplavinami. Nedavne geološke ugotovitve so dovolile rekonstrukcijo trojanske obale in rezultati v glavnem potrjujejo pravilnost homerske geografije Troje.

## Arheološka Troja
Položaj ruševin v citadeli pri Hisarlıku je oštevilčen od I–IX s podoznakami:
- Troja I 3000–2600 pr. n. št. (Zahodna Anatolija, zgodnja bronasta doba 1)
- Troja II 2600–2250 pr. n. št.  (Zahodna Anatolija, zgodnja bronasta doba 2)
- Troja III 2250–2100 pr. n. št.  (Zahodna Anatolija, zgodnja bronasta doba 3 [zgodnja])
- Troja IV 2100–1950 pr. n. št.  (Zahodna Anatolija, zgodnja bronasta doba 3 [srednja])
- Troja V: 20.–18. st. pr. n. št. (Zahodna Anatolija, zgodnja bronasta doba 3 [pozna])
- Troja VI: 17.–15. st. pr. n. št.
- Troja VII: pozna bronasta doba, 14. st. pr. n. št.
- Troja VIIa: c. 1300–1190 pr. n. št., najverjetneje nastavitev za Homerjevo zgodbo
- Troja VIIb1: 12. st. pr. n. št.
- Troja VIIb2: 11. st. pr. n. št.
- Troja VIIb3: po približno 950 pr. n. št.
- Troja VIII: približno 700–85 pr. n. št.
- Troja IX: 85 pr. n. št. –pribl. 500 n. št.

Arheološko najdišče Troja je bilo dodano na seznam Unescove svetovne dediščine leta 1998.